# Polskie Towarzystwo Kreacjonistyczne
Polskie Towarzystwo Kreacjonistyczne – stowarzyszenie rejestrowe, założone w roku 1993 z inicjatywy Mieczysława Pajewskiego, oficjalnie zarejestrowane w 1995 roku. Posługuje się także angielską nazwą Polish Anti-Macroevolution Organisation.
Stowarzyszenie stawia sobie za cel propagowanie w polskim społeczeństwie idei stworzenia świata i człowieka przez specjalne akty stwórcze Boga. Krytykuje teorię ewolucji biologicznej jako błędny paradygmat naukowy, twierdząc że dane doświadczenia nie potwierdzają istnienia makroewolucji, zaś upowszechnienie się ewolucjonizmu w naukach przyrodniczych odpowiada za kryzys wiary w Boga, moralności i rodziny we współczesnym świecie. Stowarzyszenie deklaruje się jako organizacja międzywyznaniowa i dopuszczająca różne punkty widzenia w ramach szeroko pojętego kreacjonizmu (m.in. w odniesieniu do wieku Ziemi). Przewodniczącym Zarządu Głównego Stowarzyszenia jest dr Eugeniusz Moczydłowski.
PTK reprezentuje poglądy związane z grupą skupioną wokół Kena Hama. Swoją działalność opiera o wydawanie i tłumaczenie książek i artykułów oraz organizowanie konferencji. Stowarzyszenie wydawało własny biuletyn „Na początku...”, którego nazwę zmieniono później na „Problemy Genezy”.